# Маркуссен, Стивен
Стивен Маркуссен (англ. Stephen Marcussen) — основатель и главный специалист по мастерингу компании Marcussen Mastering, расположенной в Голливуде, штат Калифорния.

## Биография
Стивен Маркуссен начал заниматься мастерингом музыки с 1979 года.
Знакомство Маркуссена с музыкальным производством произошло в 1976 году, когда в возрасте девятнадцати лет ему предложили должность уборщика в звукозаписывающей студии Studio 55 (Лос-Анджелес), владельцем которой был Ричард Перри. Работая в этой студии Маркуссен получил необходимые знания о процессах записи музыки и её продюсировании. К концу своего пребывания в Studio 55 Маркуссен поработал в качестве звукоинженера над альбомами: Pastiche группы The Manhattan Transfer, Middle Man Боза Скаггса и Special Things The Pointer Sisters.
Маркуссен начал карьеру мастеринг-инженера в 1979 году на недавно открытой лос-анджелесской студии Precision Lacquer (позже переименованной Precision Mastering). Маркуссен проработал там почти двадцать лет (с 1979 по 19 февраля 1999), занимаясь сведением альбомов таких разнообразных исполнителей, как: Стиви Уандер, R.E.M., Принс, The Rolling Stones, Уоррен Зивон, Шер, Род Стюарт, Nirvana, Рой Орбисон, Дуайт Йокам, Фрэнк Заппа, Бек, Барбра Стрейзанд, Tom Petty and the Heartbreakers, Red Hot Chilli Peppers, Alice in Chains, Би Би Кинг, Counting Crows, Рай Кудер, а также со многих других.
В 2000 году Маркуссен открыл собственную фирму Marcussen Mastering в Голливуде. В качестве главы компании он прославился как специалист досконально разбирающийся во всех популярных аудио-форматах. В течение пятнадцати лет клиентами его фирмы побывали такие артисты, как: Миранда Ламберт, Хозиер, Гиллиан Уэлч, Дэвид Роулингс, Dawes, Шакира, Лес Клейпул, Джейк Багг, Кирк Уолум, The Decemberists, Глория Треви, Соломон Берк, Мелисса Этеридж, Вилли Нельсон, Broken Bells, X Japan, Hillsong, Дон Хенли, k.d. lang и Леонард Коэн.